# Dolmen von Buzy
Der Dolmen von Buzy (auch Calhau-de-Teberno oder Calhau-de-Teberne genannt) liegt in einem Park zwischen der D920 (Straße) und der Eisenbahnlinie am Ortsrand von Buzy, ein paar Kilometer nördlich von Arudy, bei Oloron-Sainte-Marie im Département Pyrénées-Atlantiques in Frankreich. Dolmen ist in Frankreich der Oberbegriff für Megalithanlagen aller Art (siehe: Französische Nomenklatur).
Der Dolmen hat einen allseits gerundeten buckeligen Deckstein von etwa 4,0 Meter Länge, der über einer Kammer von 1,5 Meter Breite, mit 7 erhaltenen seitlichen Tragsteinen liegt. Es gibt nur einen Endstein im Nordwesten. Ein weiterer Stein (im Bild ganz rechts) steht etwa außerhalb der seitlichen Linie, der nach Südosten, auf das im Vallée d’Ossau (Tal) orientierten Kammer. Hier liegen auch die 16 Cromlechs von Lou Couraus.
Der Dolmen wurde beim Bau der Eisenbahn von seiner ursprünglichen Position hierher versetzt.